# Seznam soch v Českých Budějovicích
Seznam soch v Českých Budějovicích obsahuje exteriérové skulptury, plastiky a jim podobné prvky veřejného umění v Českých Budějovicích. Neuvádí jednorázově vystavené objekty. Samostatně jsou zpracované:
- Seznam pomníků v Českých Budějovicích, který zahrnuje sochy fungující jako pomník či památník (mnohdy jde o sochy reálných osob)
- Seznam drobných sakrálních památek v Českých Budějovicích, který zahrnuje sochy světců a biblických postav

| Objekt                                             | Obrázek                                                 | Umístění                                     | Autor                               | Datum       | Galerie                                                                                        | Popis |
| -------------------------------------------------- | ------------------------------------------------------- | -------------------------------------------- | ----------------------------------- | ----------- | ---------------------------------------------------------------------------------------------- | --- |
| Alej (Q106508759)                                  | Alej                                                    | park Dlouhá louka                            | Laco Sorokáč (Q95556635)            | 2010        | Kategorie „Alej (Laco Sorokáč)“ na Wikimedia Commons                                           | Čtyři dřevěné objekty. Lidově označováno jako Nanuky nebo Pražce. |
| Basketbalista (Q97142647)                          | Basketbalista                                           | Stromovka 1216/12                            | František Mrázek                    | 1985        | Kategorie „Basketbalista by František Mrázek“ na Wikimedia Commons                             | Bronzová socha basketbalisty u sportovní haly. |
| Brána (Q134415776)                                 | Brána                                                   | nemocnice                                    | Milan Doubrava                      | <2003       | Kategorie „Brána (Milan Doubrava)“ na Wikimedia Commons                                        | Dřevěná socha v areálu nemocnice. Součástí bylo 12 lavic. Odstraněna mezi lety 2015 a 2017. |
| Čtyři roční období                                 |                                                         | nám. Přemysla Otakara II. 89/27              |                                     |             |                                                                                                | Atika původně barokního domu U Tří kohoutů nesla sochy 4 dětských postav symbolizujících roční období a dvojici váz. Po přestavbě 1902–1903 přesunuty do Alšovy jihočeské galerie. |
| Dětské hry (Q123721089)                            | Dětské hry                                              | Sokolský ostrov                              | Milan Doubrava                      | 2005        | Kategorie „Dětské hry (Milan Doubrava)“ na Wikimedia Commons                                   | Dřevěná socha před plaveckým stadionem, poblíž památné lípy. Datum odpovídá instalaci. |
| Diana                                              |                                                         | Sady                                         |                                     |             |                                                                                                | Sádrová socha bohyně lovu umístěná za pomníkem Vojtěcha Lanny staršího se nedochovala. |
| Draci na radnici (Q134699409)                      | chrliče                                                 | radnice                                      | Andreas Greilinger (Q134699389)     | 1729        | Kategorie „Gargoyles on the town hall in České Budějovice“ na Wikimedia Commons                | Čtveřice měděných chrličů. Nahrazeny replikami. |
| Drak (Žába) (Q134699457)                           | chrlič                                                  | Kostel Obětování Panny Marie                 |                                     | ~1300       | Kategorie „Gargoyles on the Church of Presentation of the Virgin Mary“ na Wikimedia Commons    | Kamenný prvek na budově kostela viditelný z prostoru mezi kaplí svaté Anny a Solnicí. Původně chrlič, který v důsledku zvýšení zdiva již během stavby kostela ztratil praktický význam. Podle některých zdrojů drak, podle jiných žába. |
| Faun (Q106378474)                                  | Faun                                                    | Studentská 1715/25                           | Jaroslav Koliha                     | 1971        | Kategorie „Faun (České Budějovice)“ na Wikimedia Commons                                       | Před budovou M Zemědělské fakulty Jihočeské univerzity. |
| Filosof (Q123584315)                               | Filosof                                                 | Česká 141/66                                 | Milan Doubrava                      | ?           | Kategorie „Filosof (Milan Doubrava)“ na Wikimedia Commons                                      | V průjezdu. |
| Gymnastka (Q106730821)                             | Gymnastka                                               | Na Sádkách 305/2a                            | Karel Hyliš                         | 1981        | Kategorie „Gymnastka (Karel Hyliš)“ na Wikimedia Commons                                       | Pískovcová socha u sportovní haly Jihočeské univerzity. |
| Humanoidi (Q57415356)                              | Humanoidi                                               | Lannova 1/1                                  | Michal Trpák                        | 2009        | Kategorie „Humanoidi by Michal Trpák“ na Wikimedia Commons                                     | Sochy z let 2006–2007 jsou od roku 2009 umístěny na Lannově třídě. |
| Chlapec s holubicí míru                            |                                                         | Poliklinika Jih                              |                                     | 198x        |                                                                                                | U polikliniky v ulici Matice školské. Někdy po roce 2000(?) odstraněna. |
| Chlapec se žábou (Q112081179)                      | Chlapec se žábou                                        | Sady Železná panna                           |                                     |             | Kategorie „Chlapec se žábou“ na Wikimedia Commons                                              | Socha na fontáně financované stavitelem baronem Karlem Schwarzem. Obnovena 2002. Originál umístěn v zahrádce Železné panny, na fontáně replika od Ivana Tláška. |
| Chlapec střílející na vlka (Q112342490)            | Chlapec střílející na vlka                              | Hardtmuthova vila                            | Edwin Schopenhauer                  | ~1912       | Kategorie „Chlapec střílející na vlka“ na Wikimedia Commons                                    | Sousoší na terase vily. |
| Jelen                                              | Jelen                                                   | Hardtmuthova vila                            | Edwin Schopenhauer?                 | ~1912       |                                                                                                | Před vstupem do vily. |
| Kamenná socha ve Stromovce (Q125572021)            | socha                                                   | Stromovka                                    | ?                                   | >2000       | Kategorie „Kamenná socha (Stromovka, České Budějovice)“ na Wikimedia Commons                   | Kamenná hranolová socha umístěná snad někdy mezi lety 2003–2007 v západní části parku. |
| Kompozice (Q106493834)                             | Kompozice                                               | Čéčova 2092/66                               | František Mrázek                    | 1970        | Kategorie „Kompozice (Čéčova)“ na Wikimedia Commons                                            | Na jiném místě uvádí zdroj rok vzniku 1969. |
| Květ (Q106977017)                                  |                                                         | Kubatova 2080/14                             | František Mrázek                    | 1971        |                                                                                                | Výška 160 cm, tepaná měď. Na jiném místě uvádí zdroj rok vzniku 1970 Na dvoře mateřské školy. Odstraněn. |
| Labutě (Q57436625)                                 | Labutě                                                  | Lidická 136/5                                | František Mrázek                    | 1963        | Kategorie „Labutě u Experimentu“ na Wikimedia Commons                                          | Laminátové labutě jsou součástí fontány. |
| Lesní matka a její děti                            | Lesní matka a její děti                                 | Generála Svobody                             | Aivars Students (Q134443994)        | 2008        |                                                                                                | Socha ze skupiny čtyř dřevěných skulptur na parkovišti za krajským úřadem. |
| Lumbricin (Q124666099)                             | Lumbricin                                               | Stromovka                                    | Michal Trpák a kol.                 | 2021        | Kategorie „Lumbricin“ na Wikimedia Commons                                                     | Socha mezi Stromovkou a Kauflandem, původně součást instalace umění ve městě 2021, představuje fiktivního endemického živočicha. V roce 2023 rekonstruována. |
| Magická síla (Q124293527)                          | Magická síla                                            | park Dlouhá louka                            | Septimiu Vasile Enghiș (Q124293419) | 1997        | Kategorie „Magická síla“ na Wikimedia Commons                                                  | Dřevěná skulptura. |
| Maják (Q44742032)                                  | Maják                                                   | Jiráskovo nábřeží ev. č. 45                  | Zdeněk Chmelař (Q95179745)          | 2015        | Kategorie „Maják (České Budějovice“ na Wikimedia Commons                                       | Dřevěná skulptura. |
| Malše II. (Q93769872)                              | Malše II.                                               | Lidická 174/37                               | František Mrázek                    | 1965        | Kategorie „Malše II.“ na Wikimedia Commons                                                     | Po restaurování v zimě 2020 / 2021 byla socha umístěna na původní místo 28. dubna 2021. |
| Mašle (Q96068566)                                  | Kompozice                                               | Pekárenská 1060/25                           | František Mrázek                    | 1969        | Kategorie „Plastika (Pekárenská)“ na Wikimedia Commons                                         | [ 5 ] |
| Mateřství (Q57504196)                              | Labutě                                                  | Sady                                         | František Mrázek                    | 1958        | Kategorie „Pomník Mateřství (České Budějovice)“ na Wikimedia Commons                           | Socha je některými zdroji uváděna jako pomník. |
| Merkur                                             |                                                         | Karla IV. 100/6                              |                                     |             |                                                                                                | Štít původního barokního domu (v místě současného domu U Baťů) zdobila plastika Merkura. |
| Meteorologický sloup (Q57437235)                   | Sloup s dětmi                                           | Senovážné náměstí                            | J. V. Dušek                         | 1925        | Kategorie „Meteorologický sloup (České Budějovice)“ na Wikimedia Commons                       | Se sochou čtyř dětí. Slouží zároveň jako pomník povodně 1888. |
| Městské znaky (Q134293356)                         | městský znak                                            | Pražská 552 a 2666/52b 1/1                   | Richard Kristinus                   | 1894–1895   | Kategorie „Coats of arms (dělostřelecká kasárna, České Budějovice)“ na Wikimedia Commons       | Sochařská výzdoba dělostřeleckých kasáren, 2 pískovcová sousoší s reliéfy městského znaku. |
| Milenci (Q101430584)                               | Milenci                                                 | Pražská 2306/14                              | Stanislav Zadražil                  | 1983        | Kategorie „Milenci (České Budějovice)“ na Wikimedia Commons                                    | Pískovcové sousoší před hotelem Clarion. |
| Moudrost 27916/3-636 (PkMIS) (Q98776153)           | Moudrost                                                | radnice                                      | Josef Dietrich                      | 1730        | Kategorie „Čtyři alegorické postavy ctností“ na Wikimedia Commons                              | Z cyklu 4 alegorické postavy ctností. Na budově replika, originál v radnici. |
| Obytná socha (Q113324725)                          | Obytná socha                                            | Roudenská č. 31, poblíž Malého jezu na Malši | Michal Trpák                        | 2021        | Kategorie „Obytná socha“ na Wikimedia Commons                                                  | První obytná socha v ČR, slouží jako přístavba zubní ordinace a laboratoře. |
| Odpočívající plavec 106085 (PkMIS) (Q57499313)     | Odpočívající plavec                                     | Sokolský ostrov 402/4                        | Stanislav Zadražil                  | 1967–1968   | Kategorie „Odpočívající plavec“ na Wikimedia Commons                                           | Keramonová socha před plaveckým stadionem. Restaurováno zhruba v prvním pololetí 2021. |
| Odpočívající sportovci (Q106498427)                | Odpočívající sportovci                                  | park Dlouhá louka                            | Alexandra Koláčková                 | 5. 11. 2018 | Kategorie „Odpočívající sportovci“ na Wikimedia Commons                                        | Sochy umístěné 30. října a odhalené 5. listopadu 2018. |
| Odysseus (Q44742032)                               | Odysseus                                                | Stromovka                                    | Jan Koblasa                         | 1996        | Kategorie „Odysseus (České Budějovice)“ na Wikimedia Commons                                   | Dřevěná skulptura z dřevosochařského sympozia 1996, původně nazvaná Posel, byla v roce 1998 přejmenována na Odysseus. Tvoří pár se sochou Penelope z roku 1998 |
| Okresní dům                                        | Okresní dům                                             | Lidická 1/2                                  | Georg Leisek                        | 1901        | Kategorie „Krajský úřad Jihočeského kraje“ na Wikimedia Commons                                | Budova Okresního domu (dnešního krajského úřadu) původně nesla sochy. Na části budovy směrem do dnešní Lidické ulice, kde fungoval chudobinec, stály na římse druhého patra sochy svatého Martina (patron žebráků) a svaté Alžběty Durynské (patronka chudých). Budovu okresní stravovny (směrem do dnešní Goethovy ulice) doplňovaly alegorické sochy Vlast, Cestování, Píle a Práce. Dochovalo se pouze pískovcové sousoší v půlkruhovém tympanonu nad hlavním vchodem, složené ze sedící Austrie s alegorickými postavami Průmyslu a Zemědělství. |
| Opatrnost 27916/3-636 (PkMIS) (Q98776153)          | Opatrnost                                               | radnice                                      | Josef Dietrich                      | 1730        | Kategorie „Čtyři alegorické postavy ctností“ na Wikimedia Commons                              | Též označována jako Věrnost. Z cyklu 4 alegorické postavy ctností. Na budově replika, originál v radnici. |
| Pastelky                                           | pastelky                                                | F. A. Gerstnera 22/10                        |                                     | ~2000?      |                                                                                                | |
| Penelope (Q125572014)                              | Penelope                                                | Stromovka                                    | Jan Koblasa                         | 1998        | Kategorie „Penelope (České Budějovice)“ na Wikimedia Commons                                   | Dřevěná skulptura z dřevosochařského sympozia 1998, která tvoří pár se sochou Odysseus vzniklou v roce 1996 (původně nazvanou Posel). |
| Plameny (Q101430408)                               | Plameny                                                 | Krematorium                                  | Jarmila Malátová (Q95391943)        | 1979        | Kategorie „Plameny (Jarmila Malátová)“ na Wikimedia Commons                                    | Před budovou krematoria u hřbitova svaté Otýlie. |
| Pochodeň (Q106834858)                              | Pochodeň                                                | Staroměstský park                            | Stanislav Zadražil                  | 1967        | Kategorie „Pochodeň (Budivojova)“ na Wikimedia Commons                                         | Původně označovaná jako Vlna. Na okraji Staroměstského parku před domem Budivojova 1513/21. |
| PQRZ (Q106508759)                                  | PQRZ                                                    | park Dlouhá louka                            | Marek Borsányi (Q95107899)          | 1998        | Kategorie „PQRZ“ na Wikimedia Commons                                                          | Vysoká dřevěná skulptura. |
| Raněný (Q107390441)                                |                                                         | hřbitov sv. Otýlie                           | Ferdinand Opitz                     | 1929        |                                                                                                | Bronzová socha se nacházela na kamenném soklu u rozptylové loučky od roku 1965, kdy byla zapůjčena z Národní galerie ve Zbraslavi. Nezvěstná. Druhý odlitek této sochy je umístěn ve Velkém Šenově |
| Rodiče s dětmi (Q106510514)                        | Socha rodičů s dětmi                                    | Bezdrevská 1036/3                            | Stanislav Zadražil                  | 1979(?)     | Kategorie „Socha rodičů s dětmi (České Budějovice)“ na Wikimedia Commons                       | Pískovcová socha rodičů s dětmi před budovou školy. |
| Rozcestník Juvel                                   |                                                         | Pražská 571/115                              |                                     | ~1970?      |                                                                                                | Kamenná podezdívka s ocelovým stojanem nesoucím světelný(?) rozcestník a poutač na hotel Juvel. V roce 2015 byl částečně čitelný pouze nápis Centrum. Nedlouho poté došlo k odstranění objektu i s podezdívkou. |
| Rozlet (Q117824604)                                | Rozlet                                                  | U Tří lvů 194/2b                             | Jiří Prachař                        | 1988        | Kategorie „Rozlet (České Budějovice)“ na Wikimedia Commons                                     | Nad vchodem do jídelny. |
| S tebou (Q80458727)                                | skulptura                                               | Senovážné náměstí                            | Ivan Šmilauer (Q125731895)          | 2008        | Kategorie „S tebou (České Budějovice)“ na Wikimedia Commons                                    | Dřevěná skulptura. |
| Samsonova kašna (Q6848354)                         | Samsonova kašna                                         | nám. Přemysla Otakara II.                    | Josef Dietrich                      | 1721–1727   | Kategorie „Samsonova kašna (České Budějovice)“ na Wikimedia Commons                            | Kašna s chrliči, sochami Atlantů a Samsonem krotícím lva. |
| Sedící dívky (Q106371881)                          | Sedící dívky                                            | K. Weise 1046                                | Stanislav Zadražil?                 | ≥1963       |                                                                                                | [ 3 ] |
| Signál                                             | Signál                                                  | Generála Svobody                             | Zdeněk Chmelař (Q95179745)          | 2008        |                                                                                                | Socha ze skupiny čtyř dřevěných skulptur na parkovišti za krajským úřadem. |
| Síla české státnosti (Q134313326)                  | Síla české státnosti                                    | Kněžskodvorská 2296/8a                       | Miroslav Páral                      | 1994        | Kategorie „Síla české státnosti“ na Wikimedia Commons                                          | Dekorace budovy bývalé spořitelny na Pražské třídě. Dvojice postav, zpola lidských, zpola lvích, které symbolizují sílu české státnosti. |
| Slunce(?) (Q106712849)                             |                                                         | Kanovnická 391/22                            | Stanislav Zadražil                  | ~1979       |                                                                                                | Socha znázorňující Slunce (nebo jiné vesmírné těleso), která údajně měla vazbu k výzdobě vstupní haly tehdejší Krajské politické školy s tapisérií Jurije Alexejeviče Gagarina. Odstraněna 3. února 2015, následně měla být přesunuta do „památkového ústavu“ a odtud do „muzea“. |
| Slunce, voda, vzduch (Q134497650)                  | torzo sochy                                             | Severní 2264/8                               | Milan Doubrava                      | 2006        |                                                                                                | Socha umístěná na parkovišti před budovou společnosti Čevak. V torzálním stavu. |
| Socha pro vstupní prostor areálu ČSAV (Q106730342) | Socha pro vstupní prostor areálu ČSAV                   | Na Sádkách 702/7                             | Stanislav Zadražil                  | 1982        | Kategorie „Socha pro vstupní prostor areálu ČSAV“ na Wikimedia Commons                         | Před budovou biologického centra AVČR v ulici Na Sádkách. |
| Sousoší dětí hrajících si s kozlem (Q57414169)     | Sousoší dětí hrajících si s kozlem                      | Háječek                                      | Edwin Schopenhauer                  | 1927        | Kategorie „Fontána v Háječku“ na Wikimedia Commons                                             | Sousoší zdobící fontánu. Obnoveno 2012. |
| Soutok Vltavy s Malší (Q106497108)                 | Soutok Vltavy s Malší                                   | Fr. Ondříčka 1243/46 Dlouhý most             | František Mrázek                    | 1962        | Kategorie „Soutok Vltavy s Malší (František Mrázek)“ na Wikimedia Commons                      | Vznik sochy uváděn v roce 1962; na Vltavě-střed však byla umístěna nejdříve v roce 1985. Odstraněna v roce 2008 při revitalizaci náměstí Vltava-střed. 6. května 2021 umístěna u Dlouhého mostu na vyhlídce poblíž Zátkovy vily. |
| Spravedlnost 27916/3-636 (PkMIS) (Q98776153)       | Spravedlnost                                            | radnice                                      | Josef Dietrich                      | 1730        | Kategorie „Čtyři alegorické postavy ctností“ na Wikimedia Commons                              | Z cyklu 4 alegorické postavy ctností. Na budově replika, originál v radnici. |
| Statečnost 27916/3-636 (PkMIS) (Q98776153)         | Statečnost                                              | radnice                                      | Josef Dietrich                      | 1730        | Kategorie „Čtyři alegorické postavy ctností“ na Wikimedia Commons                              | Též označována jako Síla. Z cyklu 4 alegorické postavy ctností. Na budově replika, originál v radnici. |
| Stůl (Q134480657)                                  | Stůl                                                    | Stromovka                                    | Jiří Seifert                        | 1995        | Kategorie „Stůl (České Budějovice)“ na Wikimedia Commons                                       | Žulová skulptura z kamenosochařského sympozia v Milevsku. Podle autora umožňuje i praktické využití. |
| Tělo zvuku (Q134963589)                            | Tělo zvuku                                              | klášterní předzahrádka                       | David Síla Kryštof Vitner           | 2024        | Kategorie „Tělo zvuku“ na Wikimedia Commons                                                    | Betonová plastika vytvořená metodou 3D tisku, původně pro Umění ve městě 2024, ponechána v klášterní předzahrádce pod Bílou věží. |
| Tornádo (Q80458729)                                | skulptura                                               | Senovážné náměstí                            | Tomáš Havel (Q134443733)            | 2008        | Kategorie „Tornádo (České Budějovice)“ na Wikimedia Commons                                    | Dřevěná skulptura ze spirálovitě opracovaného kusu dřeva zakončená barevnými kovovými dráty. Socha vznikla v rámci dřevosochařského sympozia 2008. |
| Traianos 30064/3-643 (PkMIS) (Q105988042)          | Traianos                                                | nám. Přemysla Otakara II. 41/11              | Josef Dietrich                      | 17xx        | Kategorie „Traianos (U Římského císaře)“ na Wikimedia Commons                                  | Na domu U Římského císaře. Na budově replika, originál v expozici Příběh města České Budějovice v Jihočeském muzeu. |
| Tři Grácie (Q134475978)                            | Tři Grácie                                              | Stromovka                                    | Aleš Lamr                           | 1994        |                                                                                                | Dřevěná socha ve Stromovce byla vytvořena během druhého ročníku dřevosochařského sympozia. Zanikla po roce 2008. |
| Ukradené volavky                                   | Ukradené volavky (na snímku chybí, neboť jsou ukradené) | Sady                                         | František Mrázek                    | 1964-65     |                                                                                                | Plastika volavek umístěná na jedné z fontán v parku Sady. Odstraněná (ukradená) mezi lety 1993–1997,, pravděpodobně 1995. Fontána obnovená v roce 2002. |
| Úsměv (Q123723752)                                 | Úsměv                                                   | Sokolský ostrov                              | Pavel Klabouch (Q134727659)         | 2008        | Kategorie „Úsměv (České Budějovice)“ na Wikimedia Commons                                      | Dřevěná socha umístěná poblíž Dlouhé lávky, pocházející z dřevosochařského sympozia 2008. Autor navrhoval, aby socha byla umístěna před finanční úřad. |
| Vahadlo (Q124666102)                               | Vahadlo                                                 | Stromovka                                    | Jiří Seifert                        | 1996        | Kategorie „Vahadlo (České Budějovice)“ na Wikimedia Commons                                    | Dřevěná skulptura vznikla v rámci dřevosochařského sympozia 1996. |
| Včela                                              | Včela                                                   | Palác Včela                                  | Richard Kristinus                   | ~1896       |                                                                                                | Sochařská výzdoba průčelí paláce Včela. V prvním patře socha Spořivosti, ve druhém Píle, na hřebeni německý patricij z poloviny 16. století (z bezpečnostních důvodů byla socha patricije cca 2016–2017 odstraněna). |
| Větrná (Q125572118)                                | Větrná                                                  | Stromovka                                    | Milan Doubrava                      | 1993        | Kategorie „Větrná (statue, České Budějovice)“ na Wikimedia Commons                             | Dřevěná socha ve Stromovce vznikla během prvního ročníku dřevosochařského sympozia. |
| Vítězství (Q106538300)                             | Vítězství                                               | U Zimního stadionu, Krajský úřad             | Karel Hladík                        | 2025        |                                                                                                | Plastika, která byla dlouhá léta umístěna v zámeckém parku na Hluboké |
| Vodní víla                                         | Vodní víla                                              | Generála Svobody                             | Rudolf Schinnerl (Q134444002)       | 2008        |                                                                                                | Socha ze skupiny čtyř dřevěných skulptur na parkovišti za krajským úřadem. |
| Volavky II.                                        |                                                         | Pražská tř. 495/58                           | František Mrázek                    |             |                                                                                                | V bazénku s okrasnými rybičkami před vchodem do budovy tehdejšího Státního rybářství na Pražské třídě. Nezvěstné. |
| Zatoulané ucho (Q80458672)                         | skulptura                                               | Zátkovo nábř. 10/2                           | Jan Švadlenka                       | 2008        | Kategorie „Zatoulané ucho“ na Wikimedia Commons                                                | Dřevěná skulptura v podobě hlavy s uchem na soklu. |
| Zazděná panna                                      | Zvířena                                                 | Hroznová 316/16                              |                                     |             |                                                                                                | Kamenosochařský prvek neznámého původu, autora a období objevený při poslední opravě domu před rokem 2010. Snad druhotně použitá hlavice sloupu s vytesanou lidskou tváří. |
| Země, voda, Měsíc                                  | Země, voda, Měsíc                                       | Generála Svobody                             | Radek Bruncko                       | 2008        |                                                                                                | Socha ze skupiny čtyř dřevěných skulptur na parkovišti za krajským úřadem. |
| Zrození Venuše (Q134621052)                        | Zrození Venuše                                          | nemocnice                                    | ?                                   | ?           | Kategorie „Zrození Venuše (České Budějovice)“ na Wikimedia Commons                             | Menší socha umístěná někdy mezi lety 2006 a 2011 do záhonu mezi rehabilitační oddělení (pavilon R) a kruhový objezd. |
| Zvířena (Q106489535)                               | Zvířena                                                 | Výstaviště                                   | Josef Kříž (Q95171860)              | 1986        | Kategorie „Zvířena (České Budějovice)“ na Wikimedia Commons                                    | U pavilonu D5. |
| Zvonice (Q134447443)                               | Zvonice                                                 | Stromovka                                    | Jaroslav Řehna                      | 1996        | Kategorie „Zvonice (České Budějovice)“ na Wikimedia Commons                                    | Dřevěná skulptura se zavěšeným zvonem vznikla v rámci dřevosochařského sympozia 1996. |
| Žába (drak) (Q134699457)                           | Zvířena                                                 | Kostel Obětování Panny Marie                 |                                     | ~1300       | Kategorie „Gargoyles on the Church of Presentation of the Virgin Mary“ na Wikimedia Commons    | Kamenný prvek na budově kostela viditelný z Piaristického náměstí. Původně chrlič, který v důsledku zvýšení zdiva již během stavby kostela ztratil praktický význam. Podle některých zdrojů žába, podle jiných drak. |
| Žena (Q134521018)                                  | socha                                                   | nemocnice                                    | Edwin Schopenhauer?                 | ?           | Kategorie „Statue of woman (České Budějovice)“ na Wikimedia Commons                            | Socha ženy pocházející pravděpodobně od E. Schopenhauera byla v roce 2004 umístěna do vstupní brány českobudějovické nemocnice. Je vytvořena z umělého kamene a krom ženy zobrazuje kentaura |
| – (Q125572127)                                     | Socha Michala Škody                                     | Stromovka                                    | Michal Škoda (Q95108205)            | 1995        | Kategorie „Bezejmenná socha (České Budějovice)“ na Wikimedia Commons                           | Bezejmenná žulová socha z kamenosochařského sympozia v Milevsku. Na drobnepamatky.cz označená jako Menhir. |
| – (Q135471088)                                     | Socha Petera Paszkiewicze                               | Stromovka                                    | Peter Paszkiewicz (Q14912783)       | 1995        | Kategorie „Menší bezejmenná socha Petera Paszkiewicze (České Budějovice)“ na Wikimedia Commons | Bezejmenná žulová socha z kamenosochařského sympozia v Milevsku. Menší z dvojice vytvořené Peterem Paszkiewiczem, u chodníku. |
| – (Q135466221)                                     | Socha Petera Paszkiewicze                               | Stromovka                                    | Peter Paszkiewicz (Q14912783)       | 1995        | Kategorie „Větší bezejmenná socha Petera Paszkiewicze (České Budějovice)“ na Wikimedia Commons | Bezejmenná žulová socha z kamenosochařského sympozia v Milevsku. Větší z dvojice vytvořené Peterem Paszkiewiczem, ve skupině mladých stromů v trávníku. |
| ??? (Q134540434)                                   | socha                                                   | Kněžskodvorská 2296/8a                       | ?                                   | <2015       | Kategorie „Statue (Kněžskodvorská, České Budějovice)“ na Wikimedia Commons                     | Dřevěná socha neznámého autora a jména u křižovatky ulic Kněžskodvorská a Čéčova. |
| ??? (Q134528844)                                   | sochy                                                   | Revoluční 1609/1                             | ?                                   | ~198x       | Kategorie „Statues in Revoluční (České Budějovice)“ na Wikimedia Commons                       | Dvojice keramických, částečně glazovaných soch, umístěná před vstupem do MŠ v Revoluční ulici. |
| ???                                                | Sochy                                                   | V. Volfa 1341/41                             |                                     |             |                                                                                                | Trojice objektů na trávníku. |
| ??? (Q80458677)                                    | mozaika                                                 | Globus                                       |                                     | ~2015(?)    |                                                                                                | Koule pokrytá mozaikou na malém kruhovém objezdu u Globusu umístěná někdy mezi lety 2012–2015. Přítomná ještě 2018, v dubnu 2021 nenalezena. |
| ???                                                |                                                         | Výstaviště                                   |                                     | ~1964       |                                                                                                | Sousoší ptáků(?) uprostřed kruhové fontány zhruba 70 metrů za branou ve středovém pruhu. Zaniklo někdy mezi lety 1992–2003 i s fontánou. |
| ???                                                |                                                         | Výstaviště                                   |                                     | ≤1974       |                                                                                                | Vysoký symbol ve střední části areálu. Zanikl snad mezi lety 1992–2003. |

V průběhu 90. let byly umisťovány dřevěné sochy v rámci Dřevosochařského sympozia Stromovka do stejnojmenného parku.